# 蒂博三世 (布卢瓦)
布卢瓦的蒂博三世（法語：Thibaud III de Blois，1012年—1089年）是布卢瓦，莫城和特鲁瓦领主。他是布卢瓦伯爵厄德二世和奥弗涅伯爵威廉四世之女艾爾門加德的兒子，1037年繼承去世的父親厄德二世成為布盧瓦伯爵，直到1089年去世。

## 继承布卢瓦领地
在他父亲于1037年去世后，蒂博继承了布卢瓦的图尔，沙特尔，沙托丹和桑塞尔，以及在香槟地区的蒂耶里堡、普罗万和圣弗洛朗坦。他的兄弟斯蒂芬继承了莫城、特鲁瓦和维特里-勒-弗朗索瓦三郡。到1044年，安茹伯爵杰弗里·马特尔(Geoffrey Martel) 围攻图尔，蒂博试图解救这座城市，但却在战斗中被俘。使得他不得不割让图赖纳以重新获得自由。从那时起，布卢瓦家族的权力中心转移到香槟。
1054年，蒂博承认神圣罗马帝国皇帝亨利三世为他的领主，这促成了亨利一世和神圣罗马帝国皇帝的会面。也因此，蒂博获得了自己的政治影响，并开始称自己为帕拉丁伯爵。

## 获得香槟地区
蒂博的侄子香槟伯爵奥多加入了征服者威廉军队，参加了诺曼人对英格兰的征服。蒂博利用侄子的离开和他自己在宫廷中的影响力来控制奥多在香槟地区的财产。通过这些财产，他获得了相当大的权力，而且在他与瓦卢瓦的拉尔夫四世的女儿结婚时，手中的权力就更大了。从1074年起，他让他的儿子亨利管理布卢瓦、夏托顿和沙特尔。

## 死亡
1089年蒂博去世后，法国国王菲利普一世将布卢瓦和香槟分给了蒂博的儿子们。

## 家庭和孩子
蒂博的第一任妻子是缅因伯爵赫伯特一世的女儿，两人有一个孩子：
1. 布卢瓦伯爵艾蒂安二世[2]

他的第二任妻子是瓦卢瓦的阿黛尔，阿黛尔是瓦卢瓦的拉尔夫四世的女儿，两人生了四个孩子：
1. 菲利普，成为马恩河畔沙隆的主教[5]
2. 厄德三世（法语：Eudes III de Troyes）（1089-1093）, [5]继承了香槟（特鲁瓦）的地产。他于1093年去世，将财产留给了他的兄弟于格。
3. 于格一世[5]成为第一个被称为香槟伯爵的贵族。 [6]
4. 哈维斯，特雷吉耶伯爵斯蒂芬的妻子[7]